# Slovanská obrana
Slovanská obrana, též Slovanská obrana dámského gambitu (ECO D10-D19), je šachové zahájení zavřených her. Charakterizují ho tahy
1. d4 d5 2. c4 c6
Patří k nejčastějším zahájením a je oblíbená u všech kategorií hráčů, což se týká i hráčů světové špičky.

## Historie
Ačkoli byla Slovanská obrana zmíněna už na konci 16. století, hrát se začala až později. Mnoho hráčů slovanského původu se podílelo na rozvoji tohoto zahájení, mezi nimi Alexandr Aljechin, Jefim Bogoljubov a Milan Vidmar. Prošla značným testem v soubojích o mistra světa mezi Alexandrem Aljechinem a Maxem Euwem ve 30. letech 20. století. Oblíbili si ji také mistři světa Michail Botvinnik a Vasilij Smyslov. V dnešní šachové špičce patří mezi oblíbená zahájení, hrávají ji Viswanathan Anand, Gata Kamsky, Vladimir Kramnik, Alexandr Griščuk, Sergej Movsesjan  a další.

## Strategie
Základním úmyslem černého je tahem c6 pokrýt pěšce d5 a ponechat volnou diagonálu c8-h3, na které se může aktivně do hry zapojit černý bělopolný střelec. Dále postavení pěšce c6 podporuje dobrání dxc4, kdy bílý musí reagovat, aby si černý pěšce tahem b5 nepokryl. Cílem bílého je především aktivní hra v centru.

## Výměnná varianta
1. d4 d5 2. c4 c6 3. cxd5 cxd5

přináší symetrickou hru
- 4. Jc3 Jf6 (4... Jc6)
  - 4. Sf4
  - 4. Jf3 Jc6 5. Sf4
    - 5... Je4
    - 5... a6
    - 5... Sf5 6. e3 e6 hra je v rovnováze

## Varianta s e3
1. d4 d5 2. c4 c6 3. e3
Smyslem této varianty je vyhnout se klasické variantě pokrytím pěšce c4.
- 3... Sf5 4. cxd5 cxd5 5. Db3 Dc7 s rovnováhou
- 3... Jf6 4. Jc3 - 3. Jc3

## Varianta s Jc3
1. d4 d5 2. c4 c6 3. Jc3
- 3...e6 - Poloslovanská obrana
- 3... e5 Winaverův protigambit
  - 4. e3 e4
  - 4. cxd5 cxd5 s protihrou
  - 4. dxe5 d4 5. Je4 Da5+
    - 5. Jd2 s nejasnou hrou
    - 5. Sd2 Dxe5 6. Jg3 s iniciativou bílého
- 3... dxc4
  - 4. e3 b5 5. a4 b4 s protihrou
  - 4. e4 b5 (možné je i 4...e5) 5. a4 b4 5. Ja2 (možné jsou i jiné ústupy) 5... Jf6 6. e5 Jd5 7. Sxc4 e6 s nejasnou situací
- 3... Jf6
  - 4. Sg5
    - 4... Je4 5. Jxe4 dxe4 6. Dd2 Sf5 s nejasnou hrou
    - 4... dxc4 5. a4 hra je v rovnováze

  - 4. cxd5 - 3. cxd5
  - 4. e3
    - 4... Sf5?! 5. cxd5 cxd5 6. Db3 s lepší hrou bílého
    - 4... e6 - Poloslovanská obrana
    - 4... a6
      - 5. Jf3 - 3. Jf3 Jf6 4. Jc3 a6 5. e3
      - 5. Sd3
      - 5. Dc2 černý má protihru

## Vedlejší varianty s Jf3
1. d4 d5 2. c4 c6 3. Jf3 Jf6
- 4. Dc2
  - 4... g6 s protihrou
  - 4... dxc4 5. e4 s nejasnou hrou 5. Dxc4 Sf5 s vyrovnanou hrou
- 4. e3
  - 4... e6 - Poloslovanská obrana dámského gambitu
  - 4... Sf5
    - 5. Sd3 s vyrovnanou hrou
    - 5. Jc3 e6 6. Jh4 s nejasnou hrou

## Čebaněnkova varianta
1. d4 d5 2. c4 c6 3. Jf3 Jf6 4. Jc3 a6
- 5. Sg5
- 5. Je5 Jbd7 s protihrou
- 5. a4 e6 s nejasnou hrou
- 5. c5
  - 5... Sf5 s pasivní pozicí černého, ale spíše vyrovnanou
  - 5... Jbd7 6. Sf4 Jh5 7. e3 g6 s protihrou
- 5. e3 b5
  - 6. cxd5 cxd5 hra je v rovnováze
  - 6. b3 Sg4 7. Se2 e6 8. 0-0 Jbd7 s rovnovážnou hrou

## Varianty bez a4
1. d4 d5 2. c4 c6 3. Jf3 Jf6 4. Jc3 dxc4
- 5. Je5 Jbd7 hra je vyrovnaná
- 5. e3 b5 6. a4 b4
  - 7. Ja2
  - 7. Jb1
- 5. e4 b5 6. e5 Jd5 7. a4 e6 s nejasnou hrou

## alá přijatý dámský gambit
1. d4 d5 2. c4 c6 3. Jf3 Jf6 4. Jc3 dxc4 5. a4 e6
- 6. e4 Sb4 5. e5 Jd5 6. Sd2 b5 s kompenzací bílého za pěšce
- 6. e3 c5 7. Sxc4 Jc6 8. 0-0 s šancemi na obou stranách; na rozdíl od varianty s a4 přijatého dámského gambitu tu nemá černý zahráno a6

## Smyslovova varianta
1. d4 d5 2. c4 c6 3. Jf3 Jf6 4. Jc3 dxc4 5. a4 Ja6
- 6. e3
- 6. e4 Sg4 7. Sxc4 s lepší pozicí bílého

## Varianta Steinera
1. d4 d5 2. c4 c6 3. Jf3 Jf6 4. Jc3 dxc4 5. a4 Sg4 6. Je5 Sh5
- 7. h3
- 7. g3 e6 8. Sg2 Sb4 s protihrou
- 7. f3 Jfd7 8. Jxc4 e5 bílý má lepší šance

## Varianta s Jh4
1. d4 d5 2. c4 c6 3. Jf3 Jf6 4. Jc3 dxc4 5. a4 Sf5
- 6. Jh4
  - 6... Sc8 7. e3
    - 7... e6 8. Sxc4 c5 9. Jf3 - 5... e6
    - 7... e5 8. Sxc4 exd4 9. exd4 s rovnovážnou hrou

  - 6... e6 7. Jxf5 exf5 s protihrou, kdy hra může přejít do Holandské varianty

## Centrální varianta s Jbd7
1. d4 d5 2. c4 c6 3. Jf3 Jf6 4. Jc3 dxc4 5. a4 Sf5 6. Je5 Jbd7 7. Jxc4
- 7... Jb6 8. Je5 a5 s šancemi na protihru
- 7.... Dc7 8. g3! e5 9. dxe5 Jxe5 10. Sf4
  - 10... Vd8 11. Dc1 Sd6 12. Jxd6+ Dxd6 13. Sg2 bílá pozice zasluhuje přednost
  - 10...Jfd7
    - 11. Jxe5 Jxe5
    - 11. Sg2
      - 11... f6 12. 0-0
      - 11... g5!? 12. Je3 gxf4 13. Jxf5 0-0-0 s ostrou hrou

## Centrální varianta s e6
1. d4 d5 2. c4 c6 3. Jf3 Jf6 4. Jc3 dxc4 5. a4 Sf5 6. Je5 e6 7.f3

tato varianta je teoreticky značně prozkoumaná
- 7... c5 8. e4 s převahou
- 7... Sb4
  - 8. Sg5 h6 9. Sh4 c5 s protihrou
  - 8. Jxc4 0-0 9. Sg5 s vyrovnanou hrou
  - 8. e4! Sxe4 9. fxe4 Jxe4 10. Sd2 Dxd4 11. Jxe4 Dxe4+ 12. De2 Sxd2+ 13. Kxd2 Dd5+ !
    - 14. Kc3
    - 14. Kc2! Ja6 15. Jxc4
      - 15... 0-0-0
      - 15... 0-0! 16. De5! Vab8! tato složitá pozice je v rovnováze

## Holandská varianta
1. d4 d5 2. c4 c6 3. Jf3 Jf6 4. Jc3 dxc4 5. a4 Sf5 6. e3 e6 7. Sxc4 Sb4 8. 0-0
- 8.... Jbd7
  - 9. Db3 a5 10. Jh4 Sg6 s rovnováhou
  - 9. Jh4 Sg6 s nejasnou hrou
  - 9.De2
    - 9... 0-0 - 8... 0-0
    - 9... Sg6 10. e4 Sxc3 11. bxc3 Jxe4 12. Sa3 Dc7 bílý má kompenzaci za pěšce
- 8... 0-0
  - 9. Jh4
    - 9... Sg4 10. f3 s iniciativou bílého
    - 9... Jbd7! s nejasnou hrou

  - 9. De2 Jbd7 10. e4 Sg6 11. Sd3
    - 11... Ve8
    - 11... h6
    - 11... Sh5
      - 12. Sf4
      - 12. e5 Jd5 13. Jxd5 cxd5 s nejasnou hrou[3]

## Přehled dleECO
- D10 1. d4 d5 2. c4 c6
- D11 1. d4 d5 2. c4 c6 3. Jf3
- D12 1. d4 d5 2. c4 c6 3. Jf3 Jf6 4. e3
- D13 1. d4 d5 2. c4 c6 3. Jf3 Jf6 4. cxd5
- D14 1. d4 d5 2. c4 c6 3. Jf3 Jf6 4. cxd5 cxd5 5. Sf4 Sf5
- D15 1. d4 d5 2. c4 c6 3. Jf3 Jf6 4. Jc3
- D16 1. d4 d5 2. c4 c6 3. Jf3 Jf6 4. Jc3 dxc4 5. a4
- D17 1. d4 d5 2. c4 c6 3. Jf3 Jf6 4. Jc3 dxc4 5. a4 Sf5
- D18 1. d4 d5 2. c4 c6 3. Jf3 Jf6 4. Jc3 dxc4 5. a4 Sf5 6. e3
- D19 1. d4 d5 2. c4 c6 3. Jf3 Jf6 4. Jc3 dxc4 5. a4 Sf5 6. e3 e6 7. Sxc4 Sb4 8. 0-0 0-0 9. De2